# Iosif Culineac
Iosif Culineac (Bucarest, 13 agosto 1941 – Goslar, 26 luglio 2002) è stato un pallanuotista rumeno.
Ha fatto parte della nazionale romena al torneo di pallanuoto dei Giochi di Tokyo 1964 e di Monaco di Baviera 1972.
Ha vinto il bronzo alle Universiadi del 1965.